# Janice-Lee York Romary

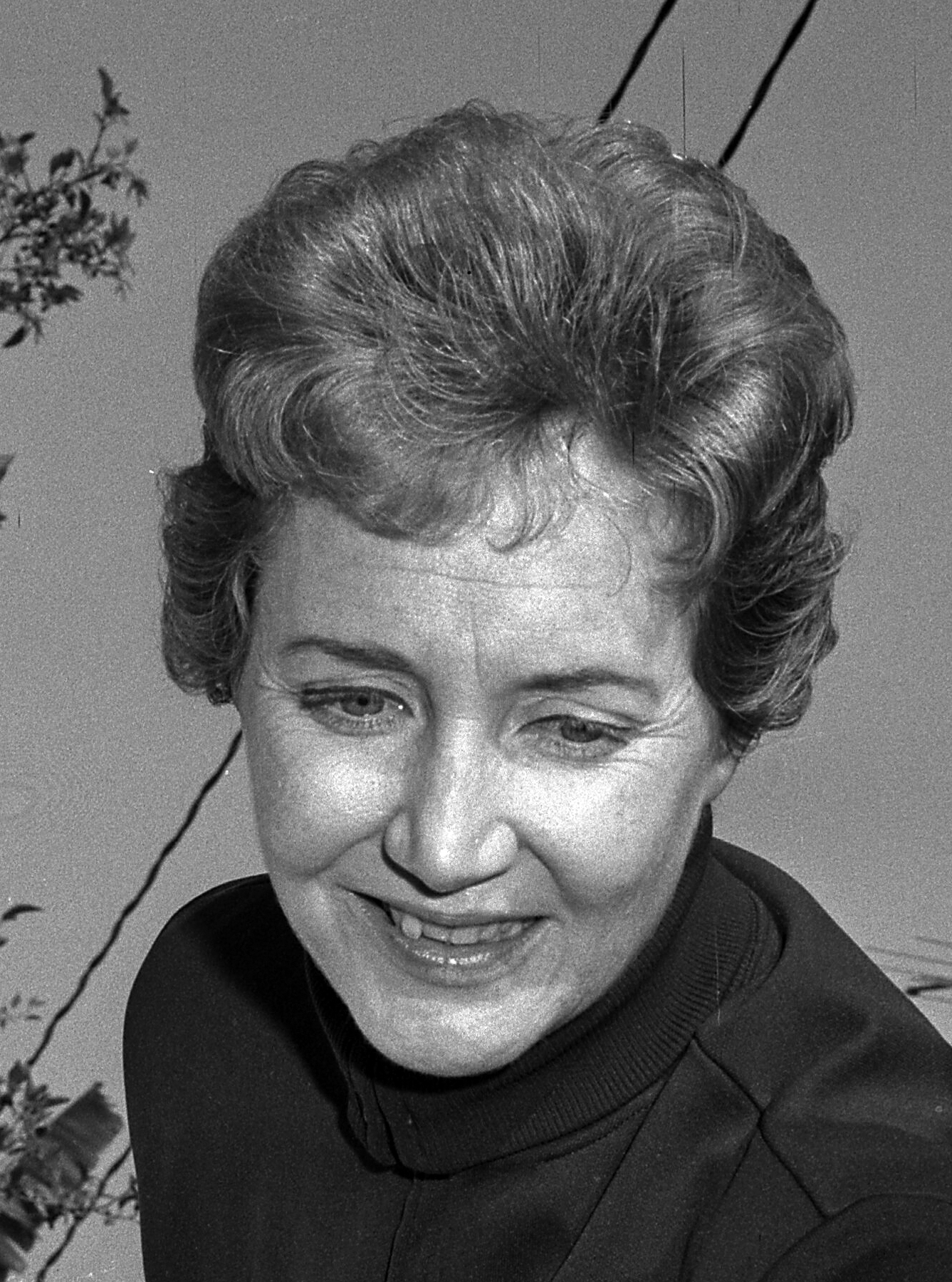
Janice Romary in 1968

Janice-Lee York Romary (Palo Alto, 6 augustus 1927 - Klamath Falls, 31 mei 2007) was een Amerikaanse Olympische floret-schermster. Ze was de eerste vrouw die zes keer deelnam aan de Olympische Spelen. 

## Eerste jaren
Ze werd geboren als Janice-Lee York in Palo Alto, Californië. Ze leerde schermen op de toneel-workshop van theater-directeur Max Reinhardt in Hollywood, waar haar vader de leiding had. Romary ging van 1946 tot 1949 naar de Universiteit van Zuid-Californië, waar ze schermde aan de schermclub van deze universiteit.

## Olympische Spelen en kampioenschappen in de VS
Ze nam deel aan het individuele floret-schermen voor vrouwen in de Olympische Zomerspelen van 1948 in Londen, de Olympische Zomerspelen van 1952 in Helsinki, de Olympische Zomerspelen van 1956 in Melbourne, de Olympische Zomerspelen van 1960 in Rome, de Olympische Zomerspelen van 1964 in Tokio en de Olympische Zomerspelen van 1968 in Mexico-stad. Ze was de eerste vrouw die deelnam aan zes Olympische Spelen, een prestatie die vier jaar later werd geëvenaard door de Roemeense discuswerpster Lia Manoliu en in 1988 werd overtroffen door de schermster Kerstin Palm uit Zweden. Vanwege haar buitengewoon lange reeks Olympische deelnames werd Romary op de Olympische Spelen van 1968 in Mexico-stad geëerd doordat ze daar als eerste vrouw de vlag van de VS droeg.
Hoewel ze op de Olympische Spelen nooit een medaille behaalde, stond ze in de finale van het individuele floretschermen voor vrouwen in 1952 en 1956. Beide keren eindigde ze als vierde, in 1952 werd ze gedeeld derde maar verloor van de Deense Karen Lachmann op basis van aanrakingen.
Naast haar Olympische succes won Romary het floret-kampioenschap van de VS in 1950, 1951,1956, 1957, 1960, 1961, 1964, 1966, 1967 en 1968, ze miste in 1959 het kampioenschap omdat ze toen zwanger was. Het tien keer door haar winnen van het kampioenschap van de VS is een record, zowel bij de heren als bij de dames. In 1967 won ze de award Worldwide Sportsman, en in augustus 1968 werd ze de enige schermer die ooit de award Helms Foundation Athlete of the Month ontving. Ook won ze een zilveren en een bronzen medaille op de Pan-Amerikaanse Spelen in 1963, en een gouden medaille in 1967.
Charles Romary, de echtgenoot van Janice-Lee Romary, was een schermer met degen en sabel, sporten die niet op Olympisch niveau voor vrouwen bestonden tot aan de Olympische Zomerspelen van 1996. Hij begon met deze sport nadat hij in 1953 met Janice-Lee trouwde.

## Latere carrière
Ook na haar eigen deelnames aan de Olympische Spelen bleef Romary betroken bij de schermsport. Ze was binnen het United States Olympic Committee verantwoordelijk voor de organisatie rondom de vrouwelijke deelnemers uit de VS aan de Olympische Zomerspelen van 1976, gehouden in Montréal. Op de Olympische Zomerspelen van 1984, gehouden in Los Angeles, was ze commissaris bij het schermen.
Romary werd in de jaren '70 opgenomen in de Hall of Fame van de United States Fencing Association (USFA). Na te zijn gestopt met het schermen verhuisde ze met haar echtgenoot naar Klamath Falls, Oregon, waar ze een waterzuiveringsbedrijf hadden. Ze overleed in Klamath Falls op 31 mei 2007, aan complicaties bij de ziekte van Alzheimer.